# 유럽계 캐나다인
유럽계 캐나다인(European Canadian, Euro-Canadians)은 유럽에 기원을 둔 캐나다인들을 지칭하는 말이다.

## 같이 보기
- 캐나다의 민족
- 미국 백인
- 유럽계 미국인
- 캐나다의 인구